# Ercheia umbrosa
Ercheia umbrosa là một loài bướm đêm thuộc họ Noctuidae. Nó được tìm thấy ở Nhật Bản, Hàn Quốc, Trung Quốc và Ấn Độ.
Ấu trùng ăn Albizzia julibrissin.